# 摩阿凱凱
摩阿凱凱（排灣語：Muakaikai），是台灣排灣族萬安部落（Kazazaljan，位於今屏東縣泰武鄉）傳說中的女性，因為父親觸犯了蛇神古勒勒（Kuljelje/Kuljiljiljilji/Kuljulju）而跟其結婚並生下後代。

## 簡述
摩阿凱凱是部落中頭目家族的長女，她的父親是頭目普利亞朱爾賈延（Puljaljuljaljuyan）、母親叫朱庫圖庫（Tjukutjuku/Tukutuku），下面還有卡利亞朱利亞柳（Kaljaljuljalju）和娜妞妞（Naniuniu）兩個妹妹。傳說摩阿凱凱長得相當漂亮，不僅「臉蛋像蜜橘那樣水靈、指甲像吉丁蟲那樣美麗，身旁總是有十條彩虹出現」，身上還經常穿戴著十副玉頭飾、十副玉胸飾、十個銀手鐲、玉項鍊、兩隻手的手指上還戴滿了戒指，身上的衣服也是玉繡的上衣和長裙，當她出門的時候，連太陽也要失去光輝。

## 傳說

### 冒犯
據說過去某一天當普利亞朱爾賈延在森林裡砍柴時，看到旁邊的樹根上有個漂亮的「阿它普」（Atap，頭飾珠子，一說是一種草），因此叫摩阿凱凱過來看，但在她的眼中，那個「阿它普」只是一條蛇，害怕的她就趕緊回家，而當普利亞朱爾賈延忍不住拿起那個阿它普時，蛇突然開口跟他說話，要求普利亞朱爾賈延將大女兒嫁給他，不然就要把他咬死，普利亞朱爾賈延在驚嚇之餘只能答應，並且帶著阿它普回家把事情告訴摩阿凱凱，摩阿凱凱為了父親而同意這項婚事，並且根據父親與那條蛇交談的內容來看，判斷對方是一位神靈。

### 結婚
五天後，蛇帶著四個朋友來到頭目家，還帶著自己的四個朋友，但包括牠自己在內，所有來訪者在摩阿凱凱的眼裡都是英俊的青年（其他人看仍然是蛇），才知道自己的對象是天上的蛇神古勒勒。他們在頭目家裡住了五天後，又商量好五天後舉辦婚禮便回去了。到了婚禮當天，古勒勒又和自己的朋友帶著許多酒、肉、水果、鍋子、缸、玉等賀禮和聘禮來參加，和部落的族人一同唱歌跳舞、並且和摩阿凱凱盪鞦韆（摩阿凱凱在這個過程中弄傷了腳），到了婚禮結束的第二天早上，摩阿凱凱表示自己因為跟蛇結婚而被族人嘲笑，讓他覺得很丟臉，古勒勒因此再也不變回蛇的樣子了。

### 後代
摩阿凱凱後來和古勒勒生了一個男孩，並以自己父親的名字取名為普利亞朱爾賈延（Puljaljuljaljuyan），摩阿凱凱一邊唱歌一邊對他下指示，他的兒子便接連學會笑、爬、坐、站、走路等動作，後來兒子長大之後，成為了一個英俊的大力士，並且接續成為了部落頭目。